# Episyrphus virtuosa
Episyrphus virtuosa är en tvåvingeart som först beskrevs av Charles Howard Curran 1928.  Episyrphus virtuosa ingår i släktet flyttblomflugor, och familjen blomflugor. Inga underarter finns listade i Catalogue of Life.